# Conky
Conky este un software liber de monitorizare a sistemului pentru Sistemul de Ferestre X. El este disponibil pentru Linux, FreeBSD și OpenBSD. Conky este foarte configurabil și poate monitoriza mai multe variabile ale calculatorului, inclusiv starea procesorului, RAMului, hard-diskului, temperaturile componentelor și altele.
Jan Rähm de la Linux Magazine l-a numit drept „unul din cele mai bine menținute, și cu siguranță unul din cele mai utile programe din lumea open source”.
Vine pre-instalat cu Pinguy OS și CrunchBang Linux.

## Exemplu de utilizare
```
update_interval 30

own_window yes
own_window_type desktop

use_xft yes
xftfont DejaVu Sans:size=14

alignment bottom_right

TEXT
${time %H:%M}

```

## Capturi de ecran

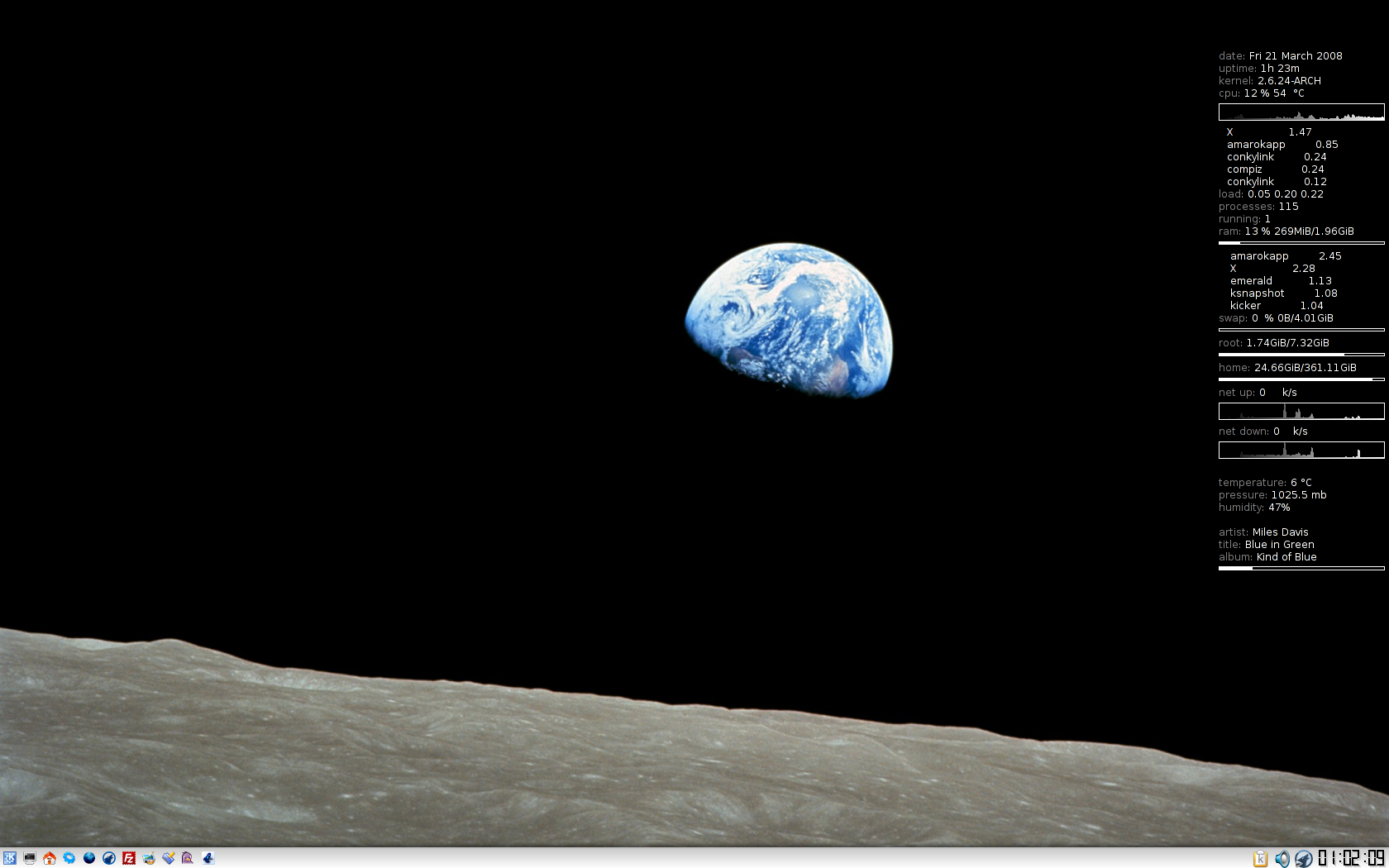
Conky pe Arch Linux
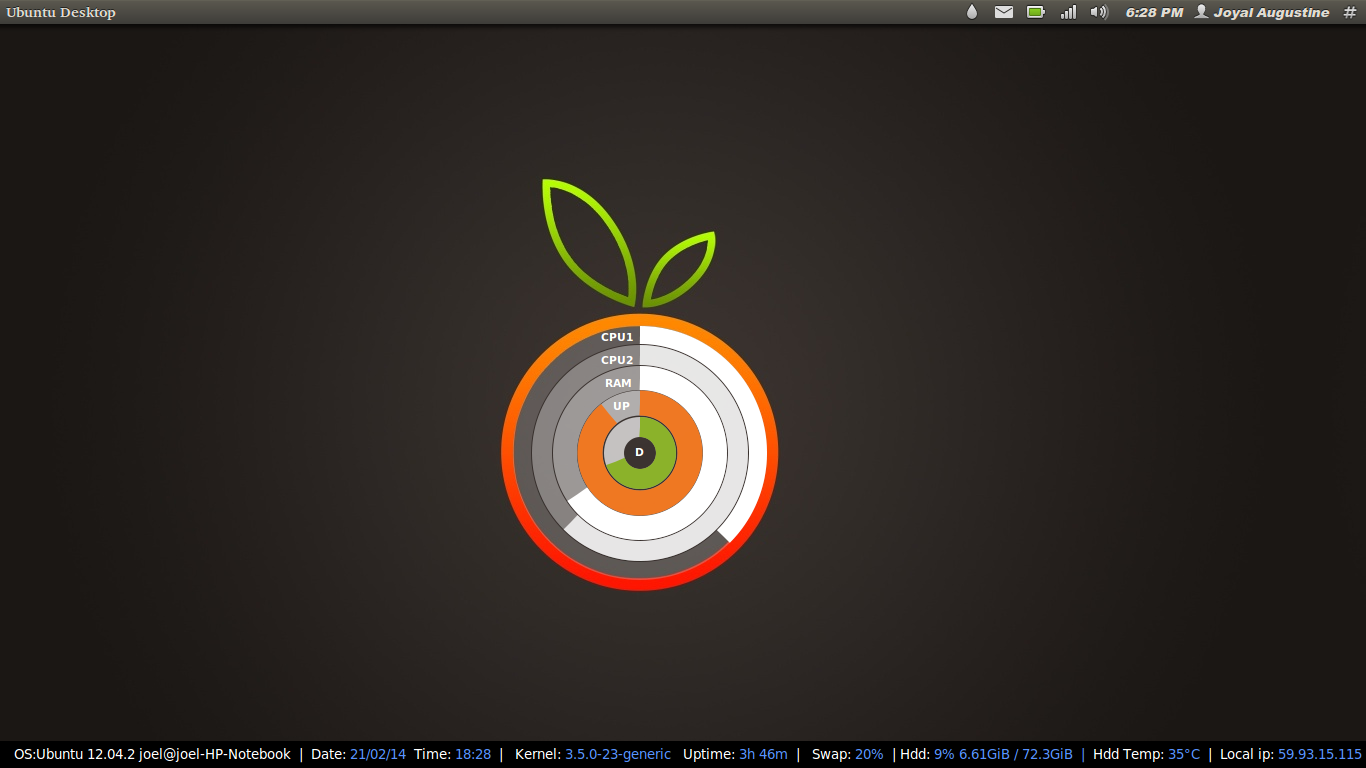
Conky pe Ubuntu
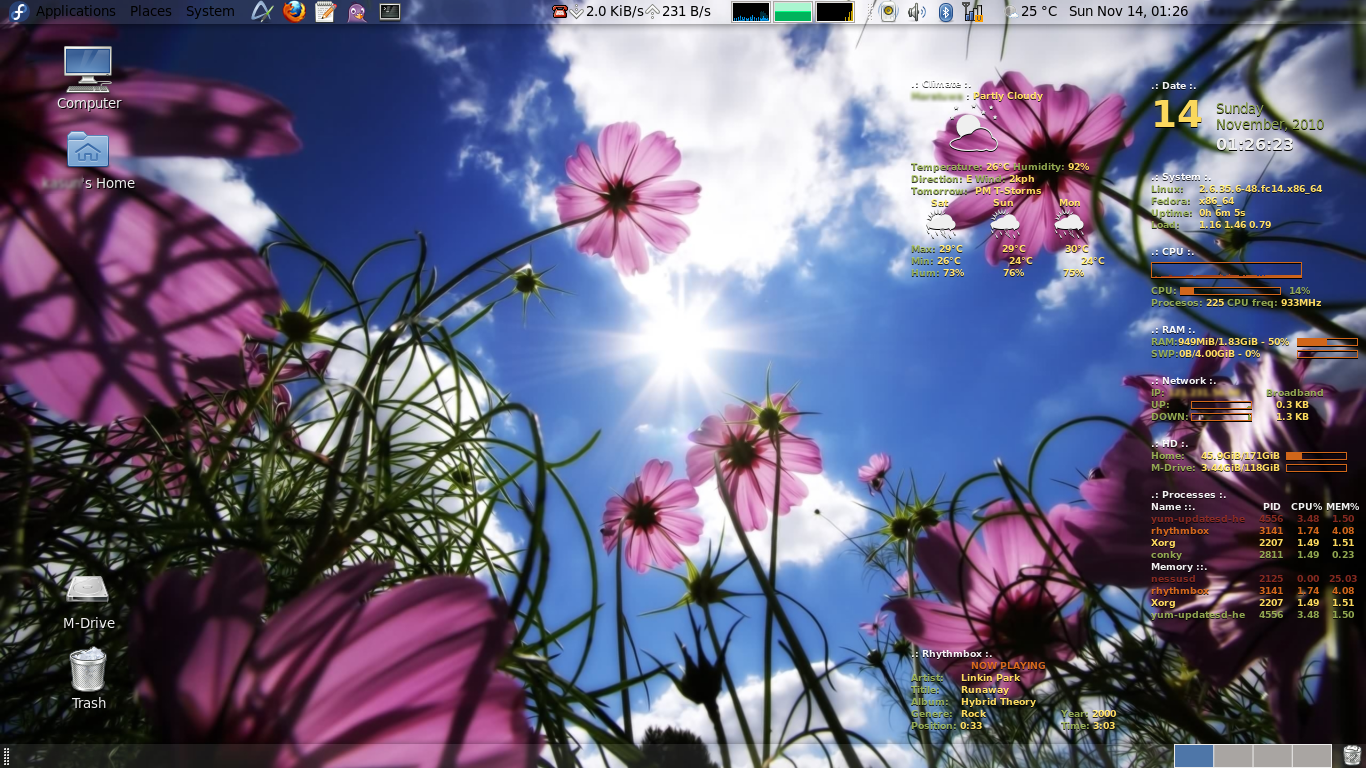
Conky pe Fedora 14 (Laughlin)